# Китайгородка
Китайгоро́дка (укр. Китайгородка) — село,
Китайгородский сельский совет,
Томаковский район,
Днепропетровская область,
Украина.
Код КОАТУУ — 1225484001. Население по переписи 2001 года составляло 612 человек .
Является административным центром Китайгородского сельского совета, в который, кроме того, входят село
Зелёный Клин и ликвидированное село
Любимовка.

## Географическое положение
Село Китайгородка находится на одном из истоков реки Камышеватая Сура,
на расстоянии в 4 км от села Зелёный Клин.
Рядом проходит автомобильная дорога Т-0809.

## История
- Первое письменное упоминание о селе датируется 1863 годом. Тогда в селе было 45 дворов и проживало 300 человек.

## Экономика
- ООО ”Свитанок”.
- ЧП “Фортуна-Агро”.
- ЧП ”Видродження”.

## Объекты социальной сферы
- Школа.
- Детский сад.
- Фельдшерский пункт.

## Достопримечательности
- Здание земской школы.

## Фотогалерея

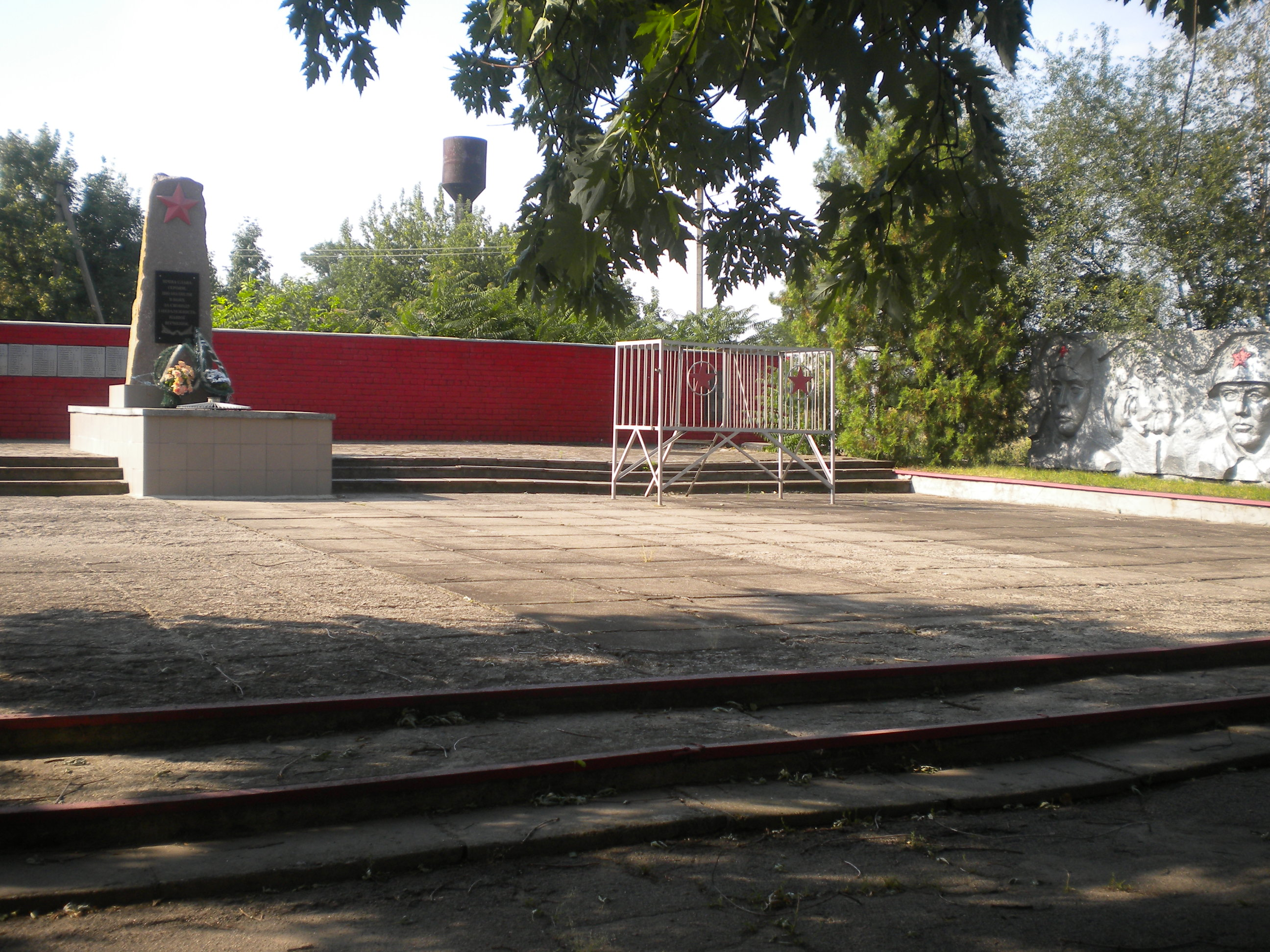
Обелиск Славы
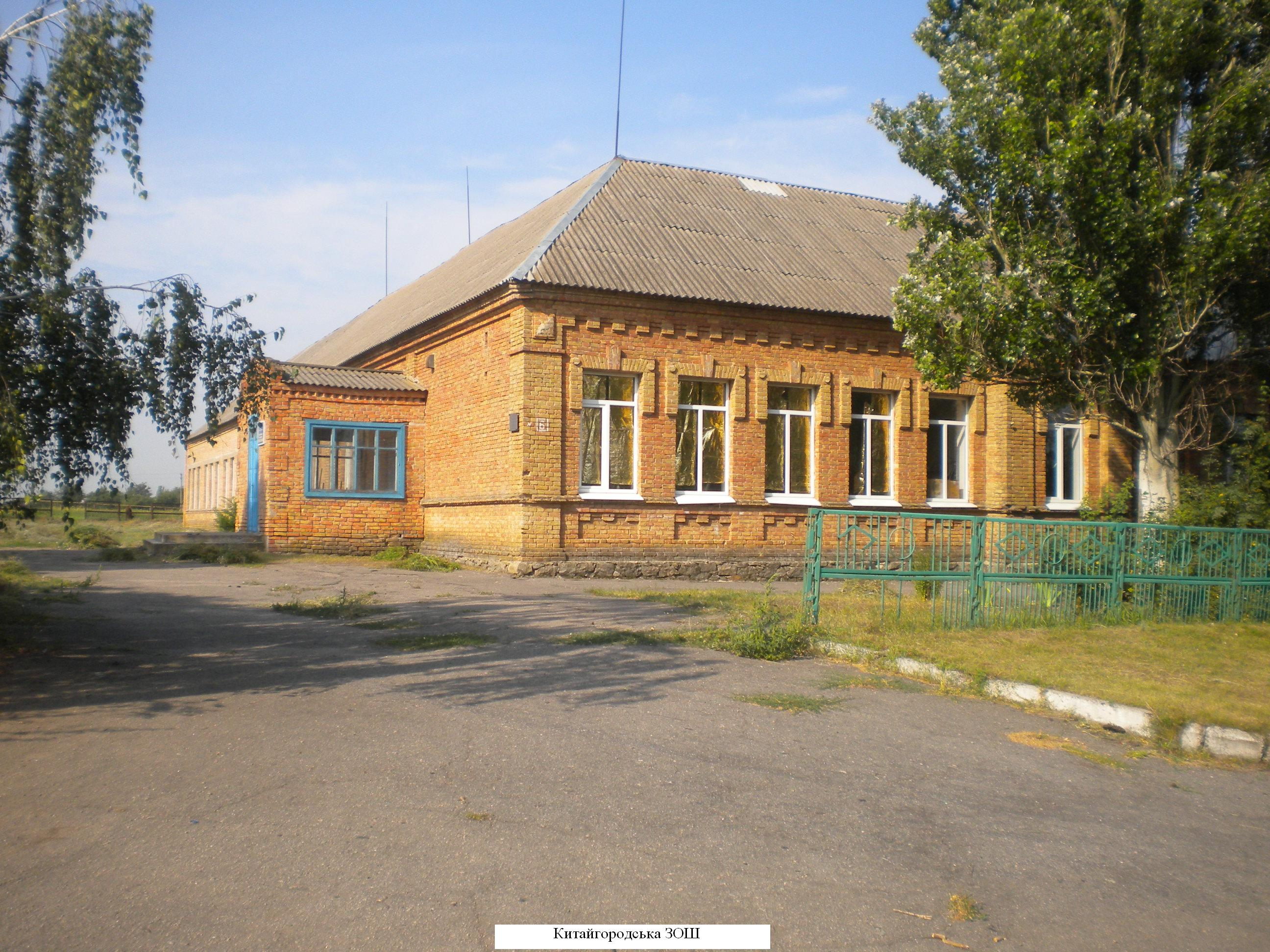
Школа в Китайгородке
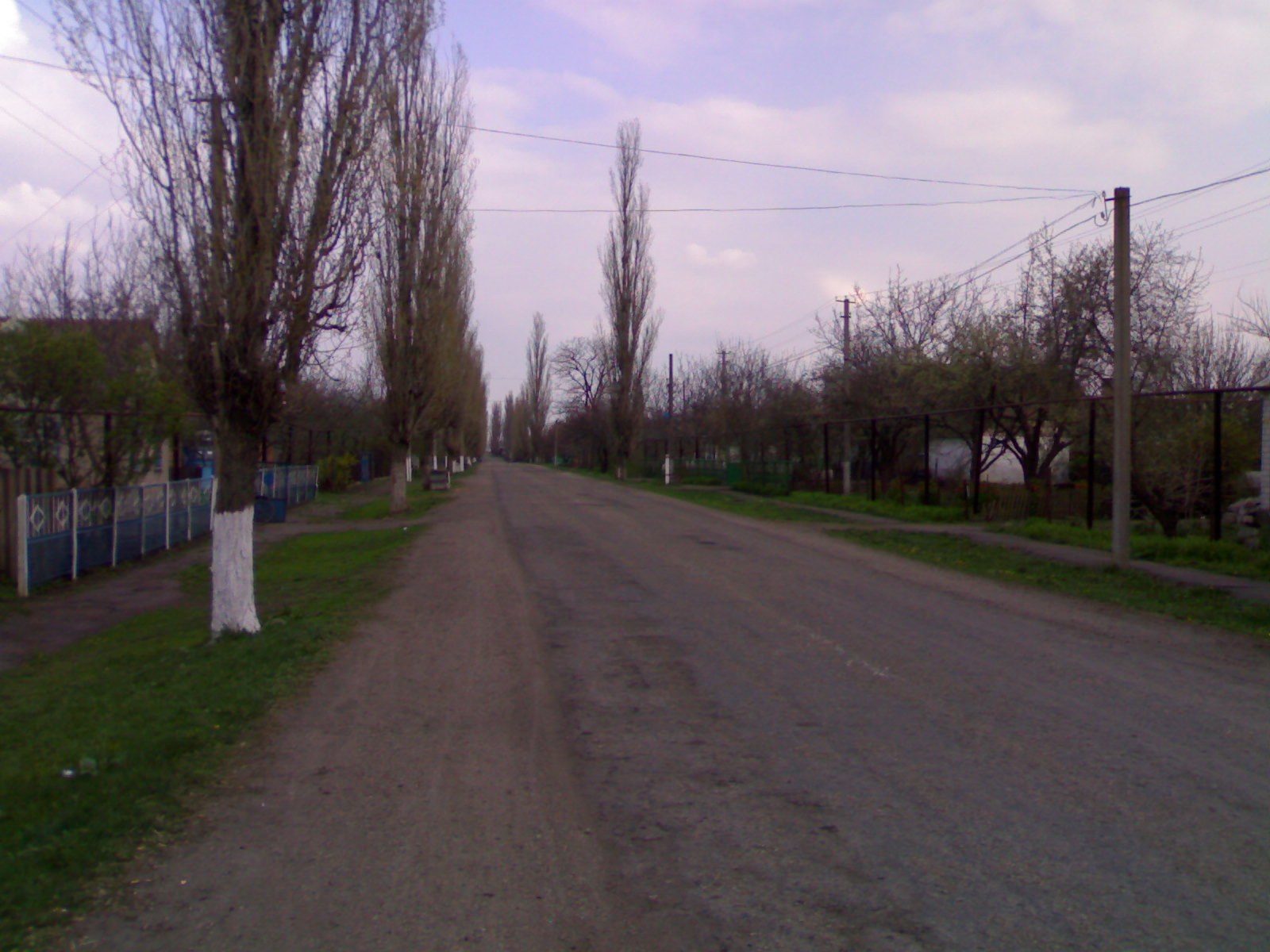
Улица Центральная